# Yves Hocdé
Yves Hocdé   (Nantes, 29 d'abril de 1973) és un remer francès, ja retirat, guanyador d'una medalla olímpica.
El 2000 va prendre part en els Jocs Olímpics d'Estiu de Sydney, on guanyà la medalla d'or en la prova del quatre sense timoner lleuger del programa de rem. Formà equip amb Laurent Porchier, Jean-Christophe Bette i Xavier Dorfman.
En el seu palmarès també destaquen cinc medalles en el Campionat del món de rem, una d'or, dues de plata i dues de bronze, entre les edicions de 1997 i 2001. A nivell nacional guanyà dos campionats francesos, el 1999 i el 2001.